# Glinny Stok
Glinny Stok – wieś w Polsce położona w województwie lubelskim, w powiecie parczewskim, w gminie Siemień. Leży przy drodze wojewódzkiej nr . Południową granicę wsi stanowi rzeka Piwonia będąca dopływem rzeki Tyśmienicy. 
W drugiej połowie XVI wieku ta wieś szlachecka położona była w powiecie lubelskim województwa lubelskiego. W latach 1975–1998 miejscowość administracyjnie należała do ówczesnego województwa bialskopodlaskiego.
Wieś stanowi sołectwo w gminie Siemień. Według Narodowego Spisu Powszechnego Ludności i Mieszkań z 2021 roku wieś miała 397 mieszkańców.
Wierni Kościoła rzymskokatolickiego należą do parafii pod wezwaniem Opatrzności Bożej w Parczewie.

## Historia
Glinny Stok w wieku XIX stanowił wieś z folwarkiem w powiecie radzyńskim, ówczesnej gminie Suchowola, parafii Parczew. Wieś w roku 1881 liczyła 36 domów, 42 osady i 300 mieszkańców z gruntem 805 mórg. Folwark według opisu z 1868 roku posiadał 1536 mórg rozległości.

## Urodzeni w Glinnym Stoku
- Tadeusz Zaorski – żołnierz Batalionów Chłopskich, inżynier rolnik, specjalista w dziedzinie produkcji chmielu.